# Skip & Flip
Skip & Flip waren ein US-amerikanisches Pop-Duo, das 1959 mit It Was I sowie 1960 mit Cherry Pie zwei Top-20-Hits in den Billboard-Charts hatte.

## Bandgeschichte
Skip Battin (* 18. Februar 1934) und Gary S. Paxton lernten sich an der University of Arizona kennen und erkannten, dass sie musikalisch auf der gleichen Wellenlänge lagen. 1957 gründeten sie ihre erste eigene Gruppe, die Pledges. Sie veröffentlichten die Single Betty Jean (Rev Records), welche aber keine hohe Chartposition erreichte, woraufhin der Name Pledges wieder fallen gelassen wurde.
Sie nahmen weitere Songs auf, die sie auf dem Shad Label veröffentlichten. Ihren Bandnamen wechselten sie dabei zunächst mit jeder Veröffentlichung, unter anderem waren dies Chuck & The Chuckles, Clyde Gary & His Orchestra und Gary & Clyde. Unter letzterem Namen wurden zwei weitere Singles veröffentlicht: 1958 Why Not Confess? (Rev Records) und 1959 The Twister (May Records).
Im Jahre 1959 änderten Gary Paxton und Skip Battin ihren Gruppennamen erneut. Nun nannten sie sich Skip & Flip. Gleich die erste Single unter diesem Namen, It Was I, kam in die Top Twenty der US-Charts, und auch der Nachfolgesingle Fancy Nancy gelang mit Position 71 der Sprung in die Charts. Im darauf folgenden Jahr konnte die Band mit Cherry Pie, eine Coverversion eines Songs von Marvin & Johnny aus dem Jahr 1954, den Erfolg der ersten Single wiederholen und sich erneut auf Position 11 platzieren. Es erschienen im Anschluss noch einige weitere Singles, denen jedoch kein kommerzieller Erfolg beschieden war. Daraufhin löste sich das Duo auf.

## Nach der Auflösung
Nachdem sich Paxton und Battin getrennt hatten, schloss sich Paxton der Band Hollywood Argyles zusammen, die 1960 einen Nummer-eins-Hit mit Alley-Oop gehabt hatte. Er war zudem als Musikproduzent erfolgreich (u. a. für Bobby „Boris“ Picketts Welthit Monster Mash).
Skip Battin gründete etliche kleinere, meist unbedeutende Bands, bevor er sich als Sänger und Bassist den Gruppen The Byrds, The New Riders of the Purple Sage und den The Flying Burrito Brothers anschloss.

## Diskografie

### Alben
- 1957–1961: The Very Best of Skip & Flip (Collectables Records COL-CD-5919)

### EPs
- 1961: Skip & Flip

### Singles
- 1959: It Was I / Lunch Hour (Brent Records 7002)
- 1959: Fancy Nancy / It Could Be (Brent Records 7005)
- 1960: Cherry Pie / (I’ll Quit) Crying Over You (Brent Records 7010)
- 1960: Hully Gully Cha Cha Cha / Teenage Honeymoon (Brent Records 7013)
- 1960: Betty Jean / Doubt (Time Records 1031)
- 1961: Green Door / Willow Tree (Brent Records 7017)
- 1961: Over the Mountain / One More Drink for Julie (Brent Records 7028)